# Красный Луч (Амурская область)
Кра́сный Луч — село в Архаринском районе Амурской области, входит в состав Иннокентьевского сельсовета.

## География
Село Красный Луч стоит вблизи левого берега реки Амур, на российско-китайской границе.
Дорога к селу Красный Луч идёт на юго-запад от районного центра Архара через административный центр Иннокентьевского сельсовета село Иннокентьевка, расстояние до Иннокентьевки — около 10 км, расстояние до Архары — около 42 км.
От села Красный Луч вверх по левому берегу Амура идёт дорога к селу Скобельцыно, стоящему в устье реки Бурея.

## Население
| 2002 | 2010 | 2012 | 2013 | 2014 | 2015 | 2016 |
| ---- | ---- | ---- | ---- | ---- | ---- | ---- |
| 137  | ↘55  | ↘51  | ↘44  | ↘40  | ↗41  | ↘32  |
| 2017 | 2018 |      |      |      |      |      |
| ↘31  | ↗34  |      |      |      |      |      |

## Улицы
В селе имеются две улицы: Садовая и Солнечная.

## Экономика
Сельскохозяйственные предприятия Архаринского района.